# Echthroplexiella consobrina
Echthroplexiella consobrina är en stekelart som beskrevs av Mercet 1921. Echthroplexiella consobrina ingår i släktet Echthroplexiella och familjen sköldlussteklar.
Artens utbredningsområde är Spanien. Inga underarter finns listade i Catalogue of Life.